# Brakkenstein
Brakkenstein is een wijk in het zuidoosten van de Gelderse stad Nijmegen. 

## Geschiedenis
De naam van de huidige wijk duikt vanaf midden 18e eeuw op, vanaf 1754 eerst als Brackenstÿn/ Brackenstein / Brakkestyn / Brakkesteyn, in 1783 als Brakestein. Oorspronkelijk was het specifiek de naam van het landgoed. Vermoedelijk verwees de naam naar een onderkomen voor een bepaald soort jachthonden, zogeheten brakken (vroeger gespeld als bracken).
Tot het eind van de jaren 50 van de 20e eeuw was Brakkenstein een gebied dat niet rechtstreeks met de rest van de stad in verbinding stond. In tegenstelling tot de wijk Hatert ernaast is Brakkenstein nooit een dorp op zichzelf geweest. Het viel oorspronkelijk onder het bestuur van Hatert. 
Op 1 januari 2023 telde de wijk 3.890 inwoners, verdeeld over 1.843 woningen, met een gemiddelde WOZ-waarde van € 438.000, op een oppervlakte van 1,46 km².

## Monumenten en bezienswaardigheden
Het belangrijkste monument van Brakkenstein is Huize Brakkesteyn, dat in 1865 werd gebouwd in neoclassicistische stijl. In het gebouw is tegenwoordig een luxerestaurant gevestigd. Het gebouw heeft, evenals het bijbehorende park en het stalgebouw uit 1916, de status van rijksmonument. Het betreffende landgoed is in 1915 samengevoegd met dat van de aangrenzende wijk Heijendaal.  Een ander monumentaal pand is de in 1868 gebouwde boerderij De Drie Huizen.
In Klooster Brakkenstein is het moederhuis van de Congregatie van het Allerheiligst Sacrament in Nederland gevestigd. Het oorspronkelijke klooster van deze congregatie op dezelfde plek dateerde uit 1908. In 2011 werd de nieuwgebouwde Sacramentskerk ingewijd, die in de plaats kwam van de gesloopte kloosterkerk. Ook het klooster zelf is in deze tijd geheel vernieuwd.
Aangrenzend aan de tuin van het klooster ging in 2016 het verzorgings- en verpleeghuis Aqua Viva open. Dit is een onderkomen voor o.a. voor broeders en paters van diverse congregaties en ordes die tot die tijd in het nabijgelegen Berchmanianum woonden. Dit laatste gebouw is in 2013 opgekocht door de Radboud Universiteit, waarna het is omgevormd tot academiegebouw.

## Wegen
De wijk Brakkenstein wordt in het zuiden afgegrensd door de Scheidingsweg, tevens de zuidrand van de gemeente Nijmegen.
Dwars door de wijk loopt het zuidelijke stuk van de Heyendaalseweg. Parallel daaraan loopt door de wijk heen ook de Driehuizerweg, die in de 19e eeuw is vernoemd naar de hiervoor vermelde boerderij. In het noorden en oosten wordt Brakkenstein van de aangrenzende wijken Groenewoud en Heijendaal gescheiden door de Houtlaan, de Kwekerijweg en de d'Almarasweg. Aan de westrand van de wijk loopt het zuidelijke stuk van de St. Annastraat, waardoor de wijk hier wordt gescheiden van Hatertse Hei en Grootstal.

## Verenigingen
Brakkenstein kent veel verenigingen. Zo zijn er onder andere meerdere scholen, meerdere sportclubs waaronder voetbalvereniging RKSV Brakkenstein, atletiekvereniging, Nijmegen Atletiek, hockeyvereniging NMHC Nijmegen en heeft een eigen harmonie. Ook is Speeltuin Brakkefort er gelegen.

## Evenementen
In Park Brakkenstein werd elk jaar een concours hippique en andere paardensportkampioenschappen gehouden. 
Sinds 2004 is het park daarnaast elk eerste weekend van juli het decor van de Music Meeting, een wereldmuziekfestival.

## Afbeeldingen

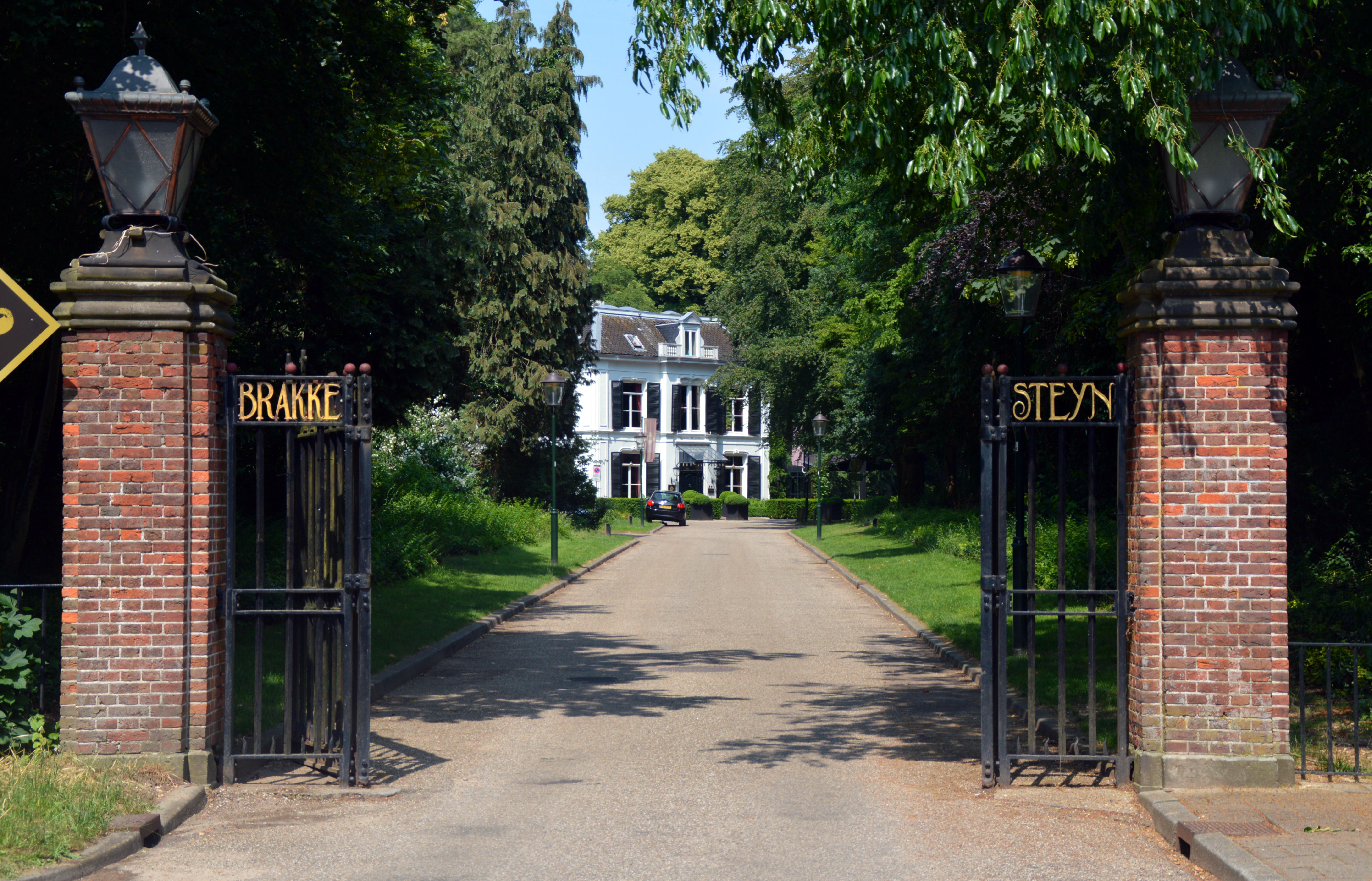
Toegangshekken landgoed Brakkesteyn
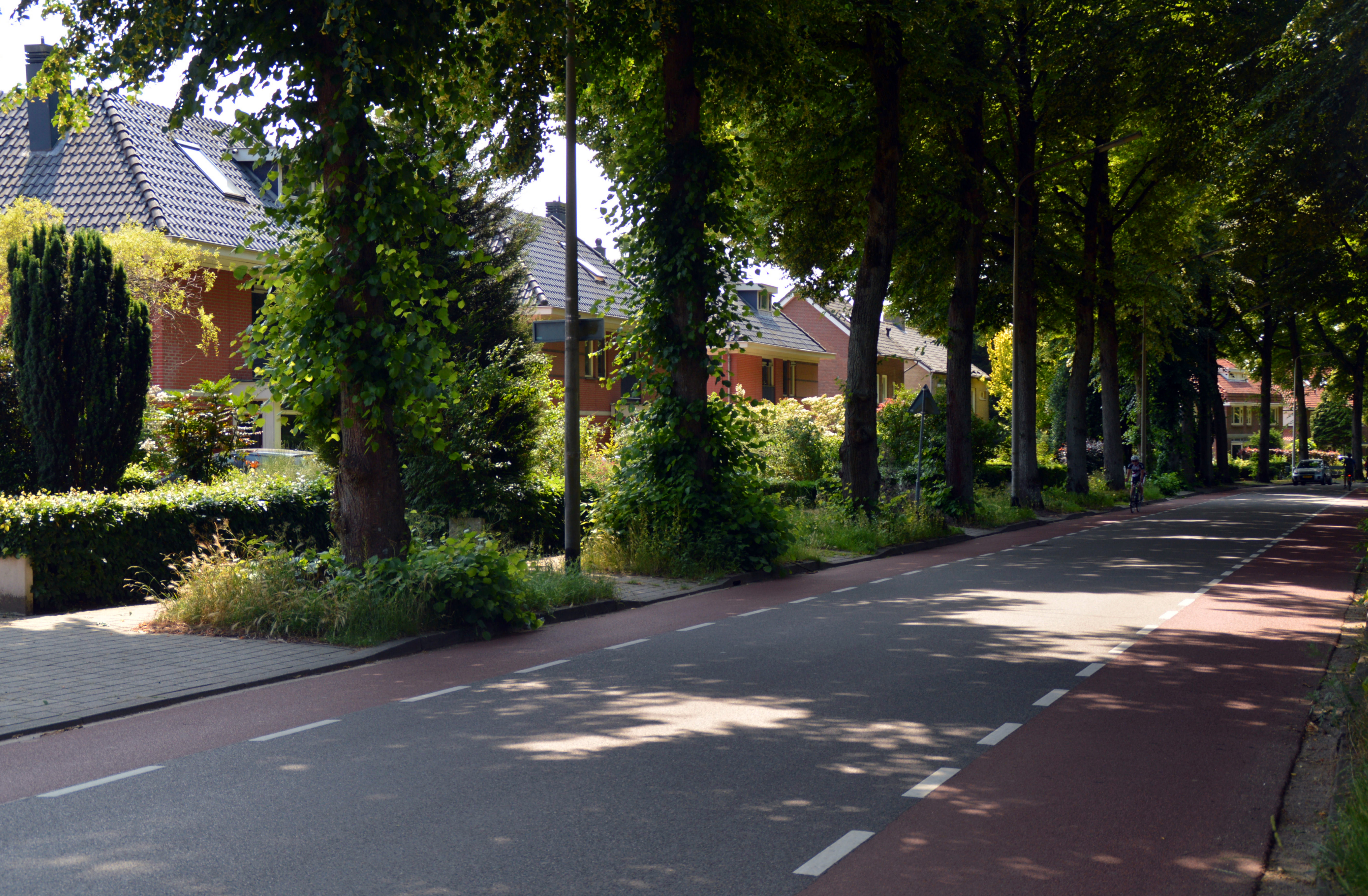
D'Almarasweg
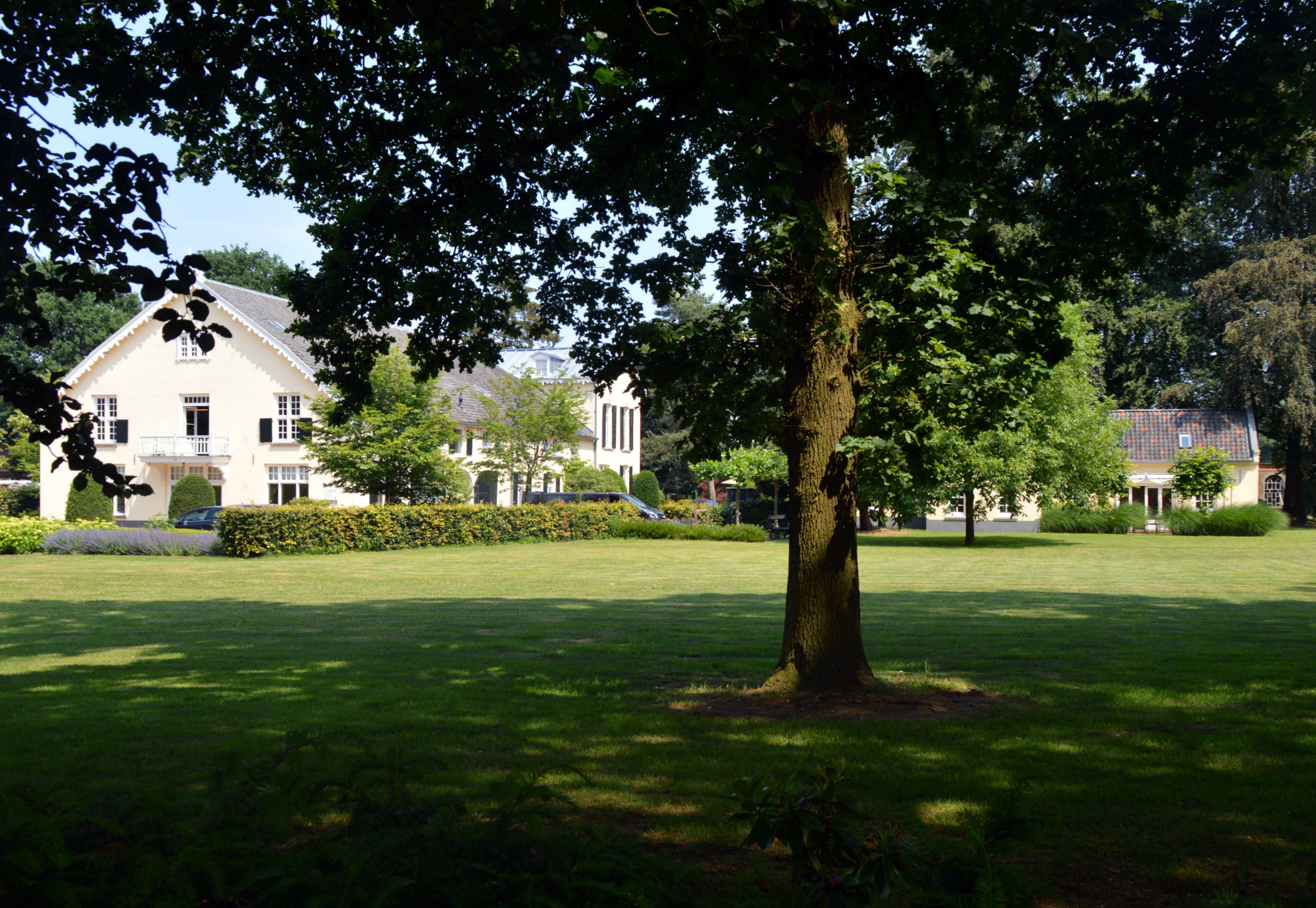
Monumentale boerderij landgoed De Driehuizen uit 1868
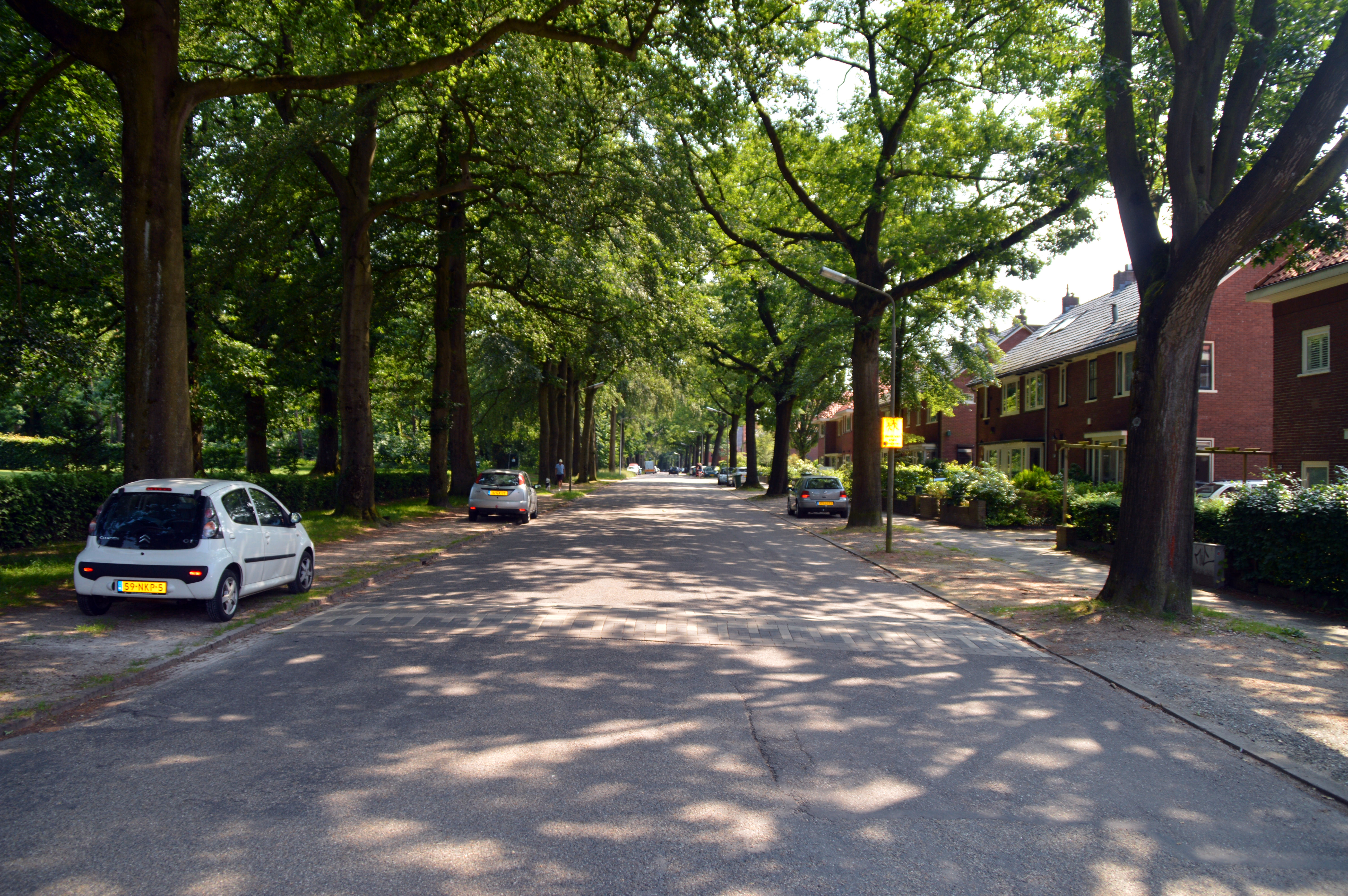
Driehuizerweg, Brakkenstein, Nijmegen
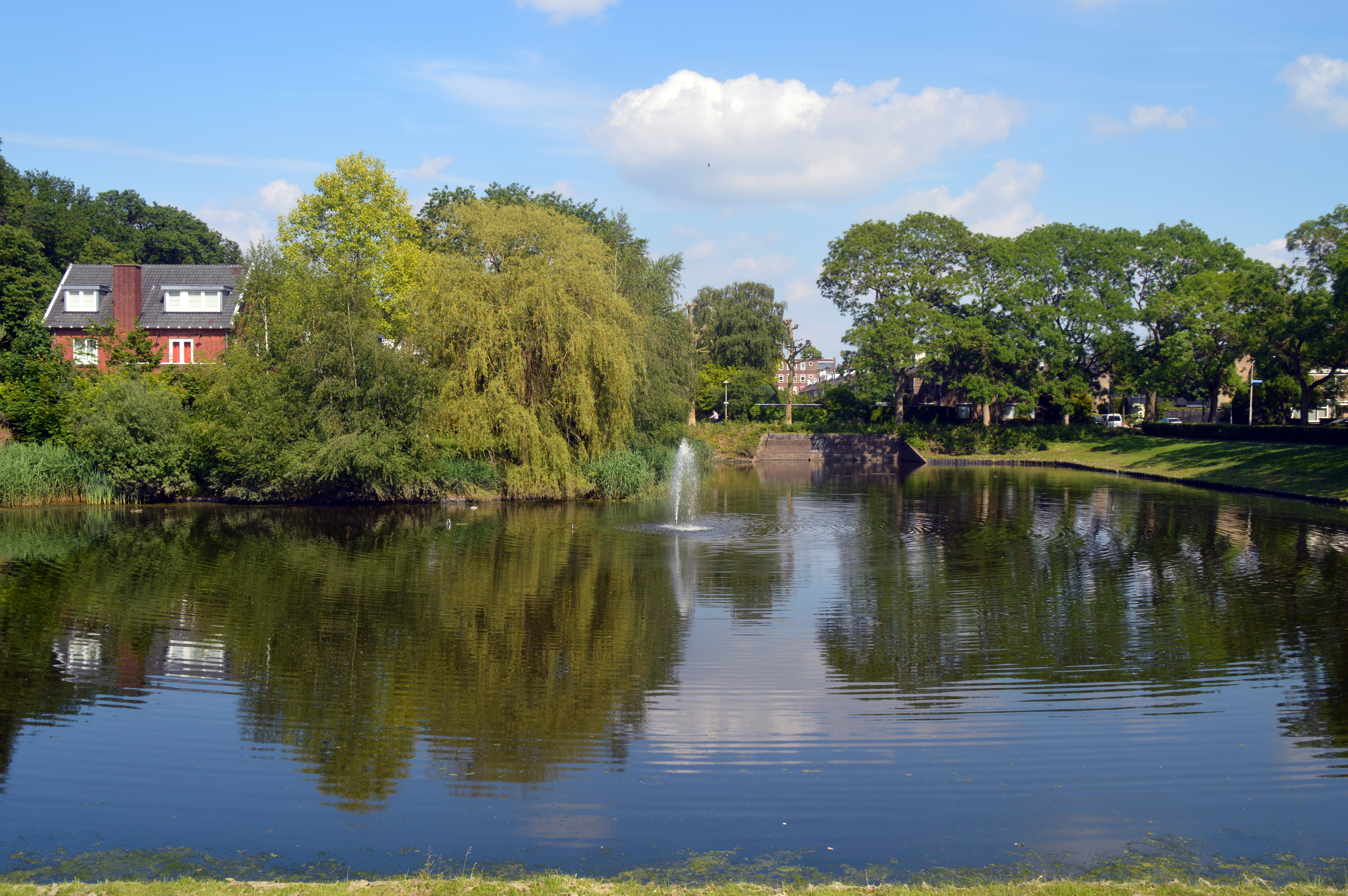
Vijver Houtlaan
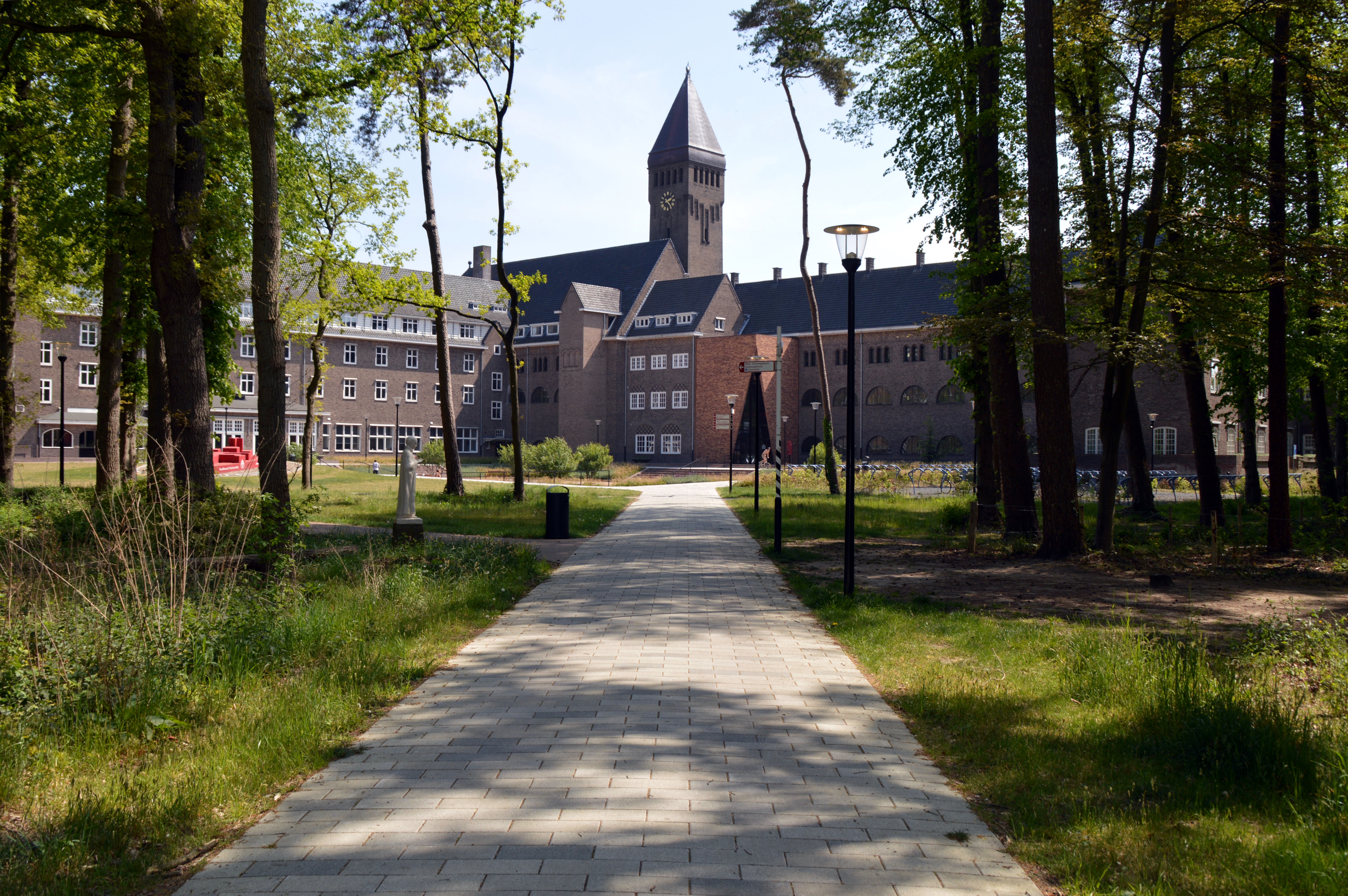
Klooster Berchmanianum uit 1929
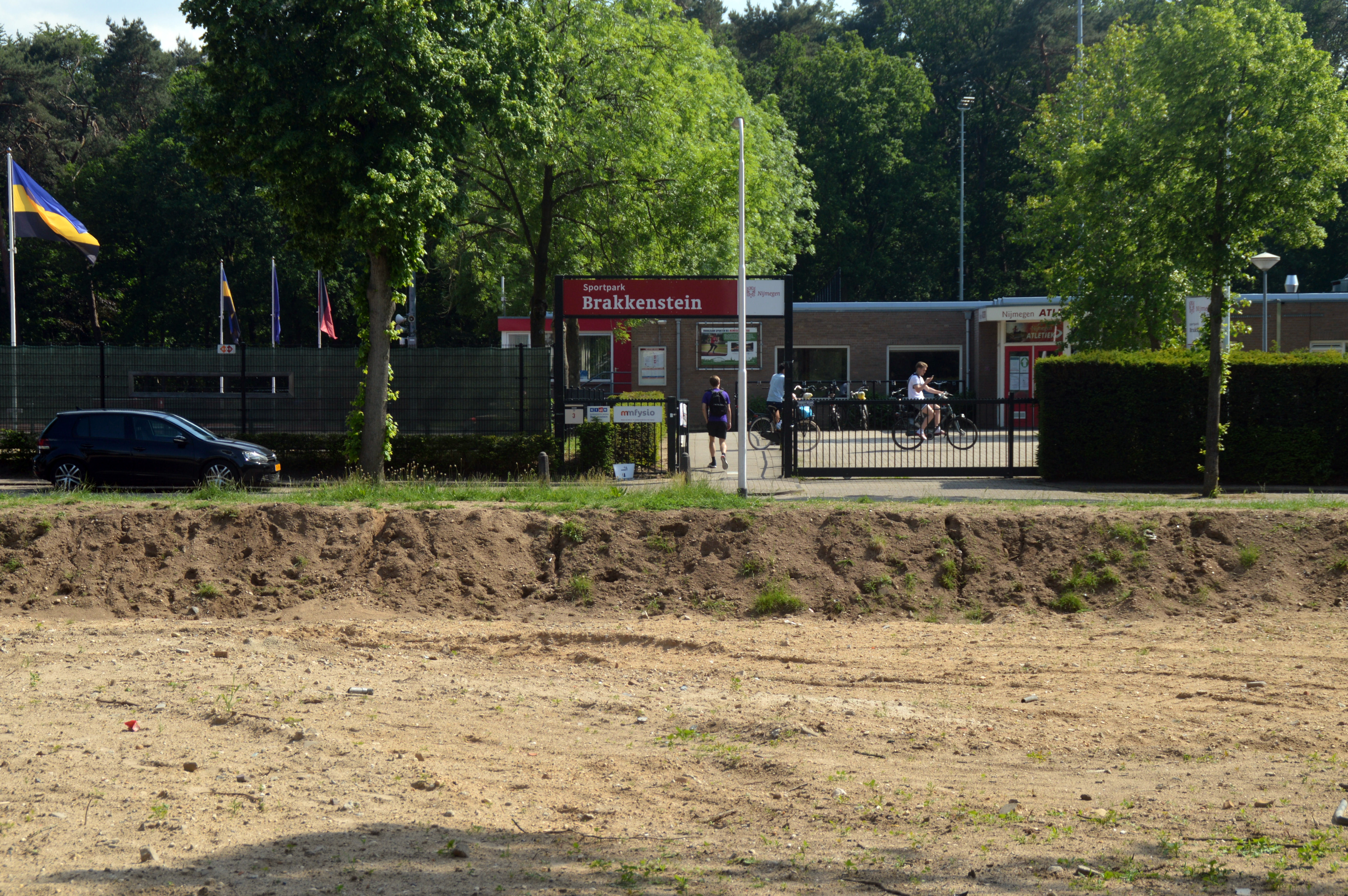
Sportpark Brakkenstein
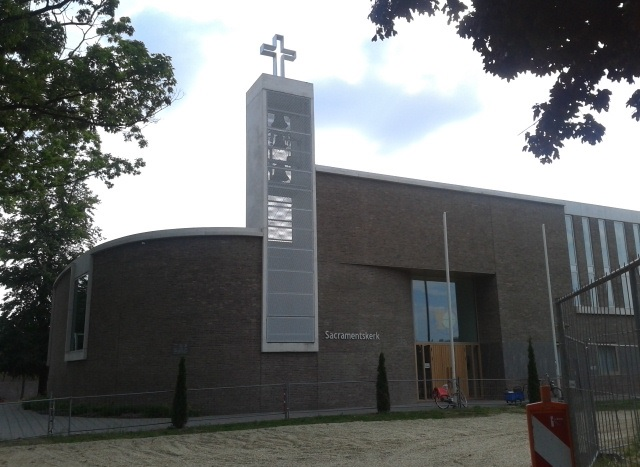
De in 2011 gebouwde Sacramentskerk aan de Heyendaalseweg 300
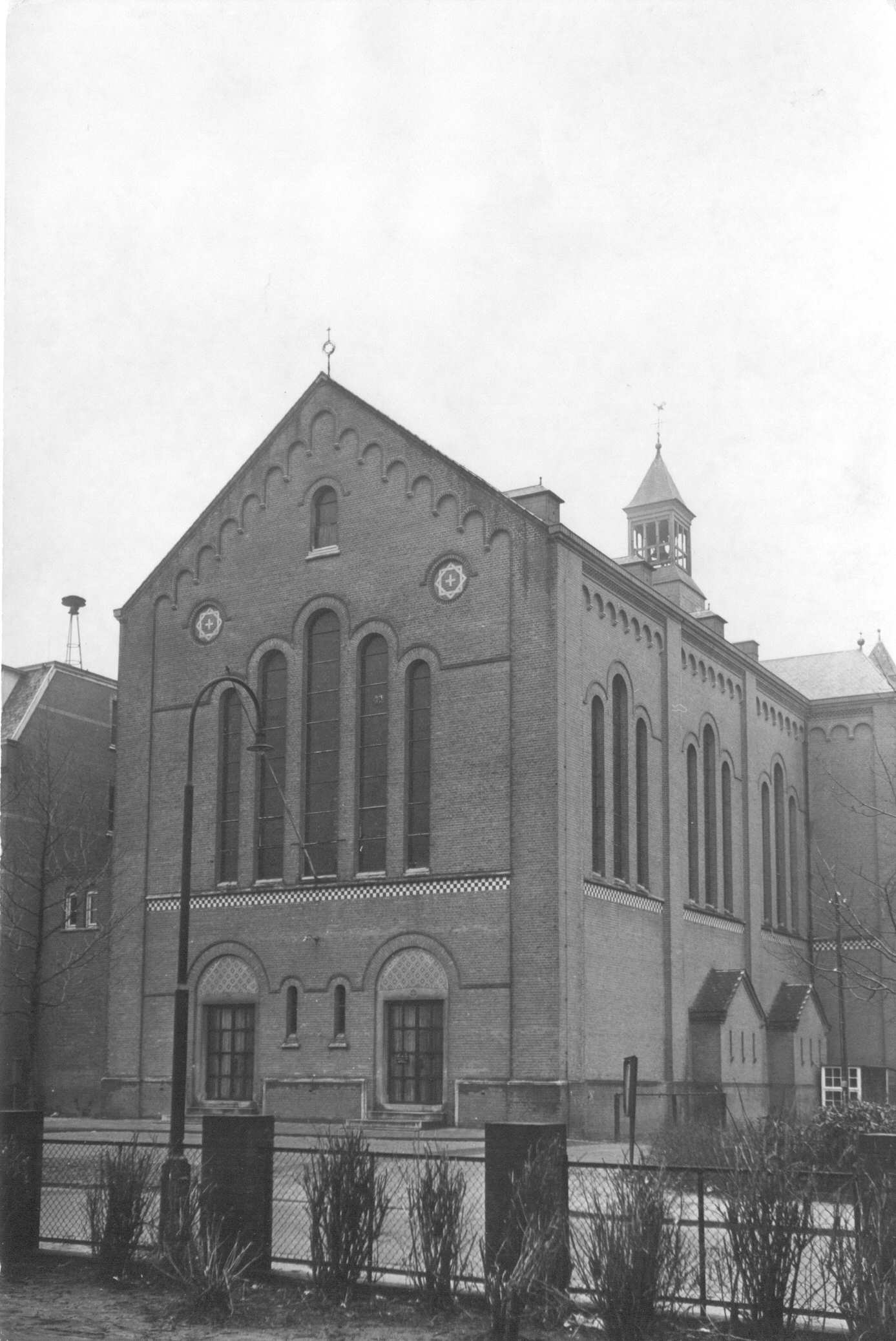
De in 2009 gesloten en daarna afgebroken Sacramentskerk, die op dezelfde plek stond als de huidige
- Kloostertuin Brakkenstein genomineerd voor Gouden Piramide 2018
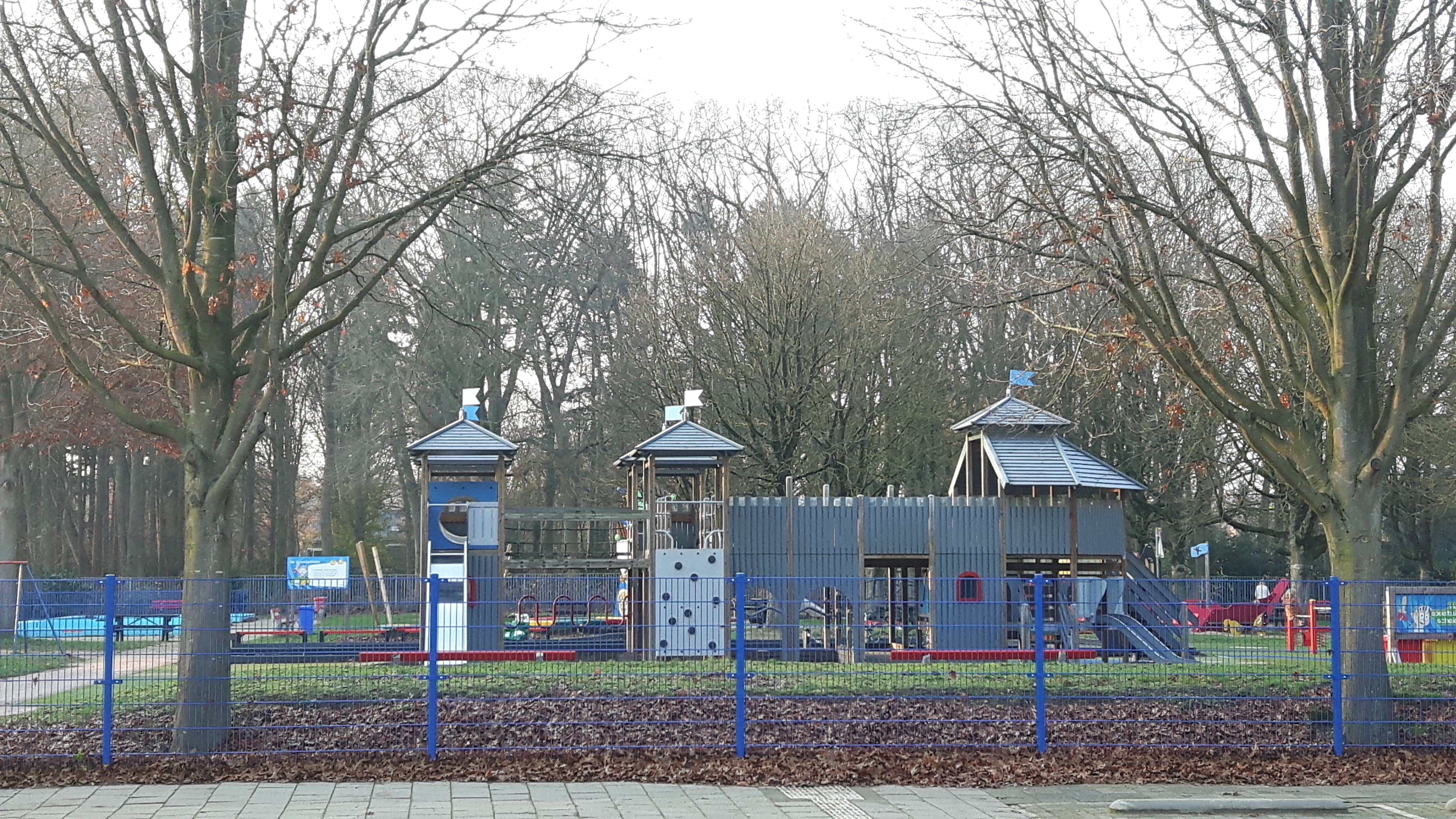
Speeltuin Brakkefort, Kanunnik Mijllinckstraat 72